# Muzeum Geologiczne w Kielcach
Muzeum Geologiczne Państwowego Instytutu Geologicznego w Kielcach – muzeum z siedzibą w Kielcach. Placówka jest prowadzona przez Oddział Świętokrzyski Państwowego Instytutu Geologicznego, a zbiory prezentowane są w siedzibie oddziału przy ul. Zgody 21.

## Historia i profil działalności
Muzeum powstało w 1964 roku, a jego organizatorem i długoletnim kustoszem była prof. Halina Żakowa. Do 1992 roku działało jako archiwum zbiorów, a następnie zostało udostępnione zwiedzających. W ramach muzealne ekspozycji prezentowane są eksponaty z zakresu geologii oraz paleontologii, udostępnione w ramach wystawy stałej pt. "600 milionów lat historii Gór Świętokrzyskich", obejmującej następujące eksponaty pochodzące z okresów począwszy od kambru po czwartorzęd:
- skamieliny roślin i zwierząt, m.in. skrzypów, widłaków, koralowców dewońskich, trylobitów, graptolitów, ramienionogów, mięczaków i głowonogów, wieloryba pinocetus polonicus oraz tropy dinozaurów,
- okazy minerałów, kamieni oraz surowców kopalnych: piaskowce, wapienie, krzemienie pasiaste, marmury, siarka, rudy żelaza, miedzi, cynku i ołowiu.

Ponadto placówka posiada ekspozycje plenerową (lapidarium), w ramach której prezentowane są: granitowy głaz narzutowy z Sadkowa, skamielina czarnego dębu z okolic Tarnobrzega, płyty piaskowca z zachowanymi tropami dinozaurów, pochodzące z Tumlina oraz okazy świętokrzyskich skał: piaskowców (od kambru po dolną jurę), wapieni i dolomitów (dewon), zlepieńców (perm) oraz mioceńskich wapieni i gipsów. Ponadto umieszczono tu również modele dinozaurów.

Oprócz ekspozycji stałych muzeum organizuje również tematyczne wystawy czasowe.

## Udostępnianie zbiorów
Muzeum było czynne w dni robocze. Obecnie, z powodu prac modernizacyjnych, ekspozycja wewnątrz budynku jest nieczynna. Można natomiast zwiedzać ekspozycję plenerową.